# Samayoeru aoi dangan
Samayoeru aoi dangan (jap. さまよえる蒼い弾丸) – dwudziesty czwarty singel japońskiego zespołu B’z, wydany 8 kwietnia 1998 roku. Osiągnął 1 pozycję w rankingu Oricon i pozostał na liście przez 8 tygodni, sprzedał się w nakładzie 692 400 egzemplarzy. Singel zdobył status płyty Milion.
Utwór tytułowy został trzykrotnie nagrany ponownie: w 2007 roku z inną aranżacją utwór Dangan jest wersją często wykonywaną na koncertach, utwór Samayoeru aoi dangan (E) (jap. さまよえる蒼い弾丸 (E)) z aranżacją podobną do utworu Dangan i angielskimi słowami. Wersja trzecia, zatytułowana Into Free -Dangan-, powstała w 2012 roku i została użyta jako piosenka przewodnia gry Dragon’s Dogma.
Utwór Samayoeru aoi dangan został wykorzystany w reklamie napoju Pocari Sweat, a utwór Hi został użyty jako piosenka przewodnia Formuły Nippon.

## Lista utworów
| Nr | Tytuł                                            | Czas |
| -- | ------------------------------------------------ | ---- |
| 1. | „Samayoeru aoi dangan” (jap. さまよえる蒼い弾丸) | 4:07 |
| 2. | „Hi”                                             | 3:54 |

## Muzycy
- Tak Matsumoto: gitara, kompozycja i aranżacja utworów
- Kōshi Inaba: wokal, teksty utworów, aranżacja
- Hideo Yamaki: perkusja
- Akashi Masao: gitara basowa
- Akira Onozuka: Organy Hammonda (#2)
- Shin'ichirō Ōta: chórek (#2)
- Daisuke Ikeda: syntezator
- B.B.IKKIES： chórek (#2)

## Notowania
| Lista                                  | Pozycja |
| -------------------------------------- | ------- |
| Oricon Weekly Singles Chart            | 1       |
| Oricon Monthly Singles Chart           | 2       |
| Oricon Yearly Singles Chart (rok 1998) | 32      |